# Devuan
Devuan是Debian GNU/Linux发行版的一个衍生版。该发行版的发行目的是创建一个没有争议性软件systemd的发行版。 Debian 8 "Jessie"由于将systemd作为默认的初始化程序（init），在开发者及用户中产生了诸多的争议。